# Kirche Eixen

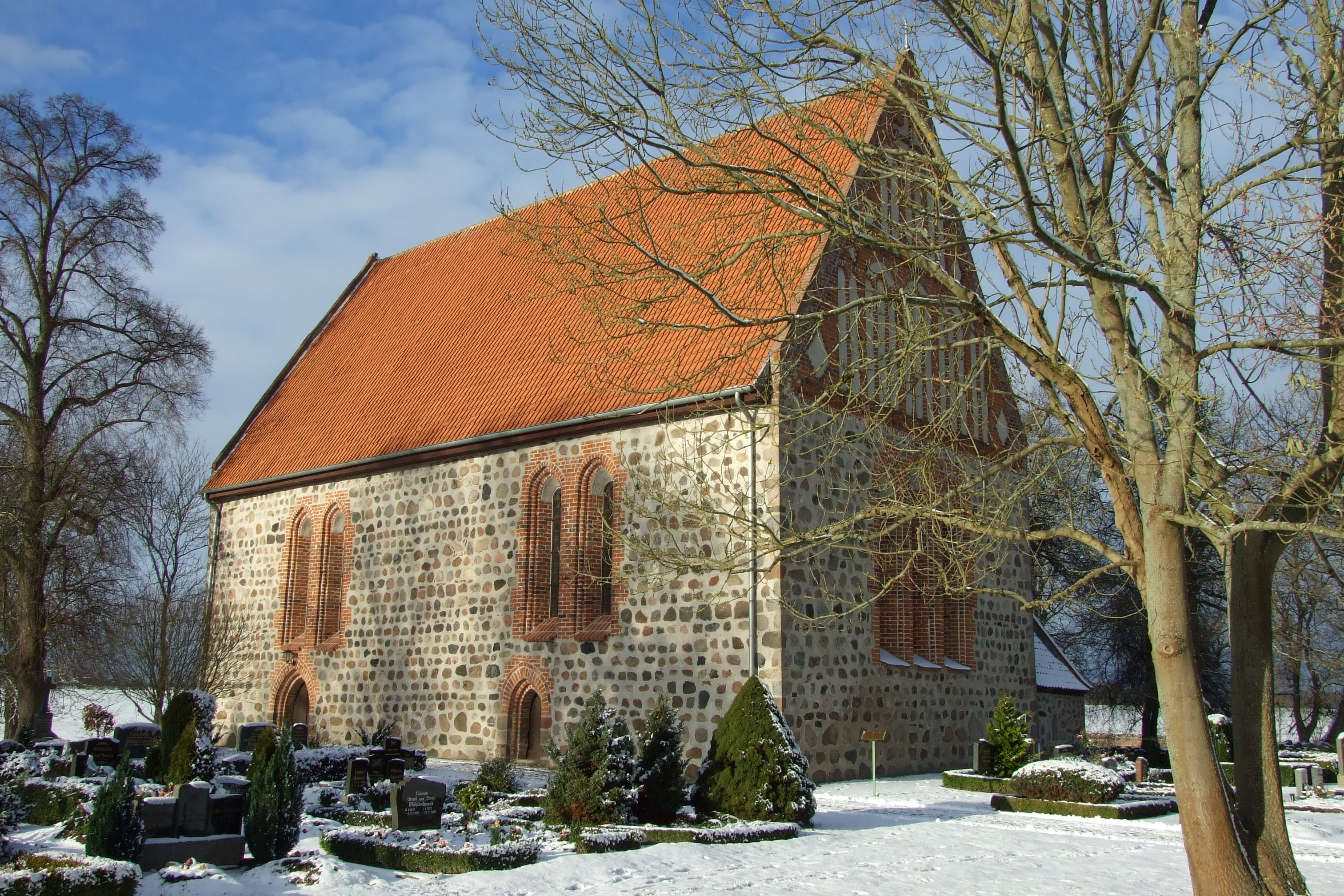
Kirche in Eixen

Die Kirche Eixen ist eine aus dem 13. Jahrhundert stammende Dorfkirche in der vorpommerschen Gemeinde Eixen.

## Geschichte
Die Kirche entstand in der Zeit nach der Gründung des Dorfes Eixen 1248. Sie war wahrscheinlich dem Heiligen Georg geweiht. Der Glockenstuhl wurde 1888 errichtet.
Nach einer Sperrung aus statischen Gründen wurde die Kirche 1992/93 komplett saniert.

## Äußeres
Die Kirche wurde aus Feldstein errichtet. Sie weist an der Ostseite einen Ziergiebel auf. Eine ehemalige Totenpforte ist heute zugemauert.
An der Nordseite befindet sich eine angebaute Sakristei mit Kuppelgewölbe.

## Ausstattung
Die Bemalung der Fenstergruppen, der Schildbögen, des Deckenflieses und die Weihekreuze stammen aus dem 13. Jahrhundert. An der Ostseite befinden sich zwei vom Anfang des 14. Jahrhunderts stammende Figuren (Christophorus und eine Heilige).
Der spätgotische Flügelaltar mit geschnitzten Heiligenfiguren und Tafelbildern wurde 1535/40 in der Werkstatt von Claus Berg gefertigt und war der Hauptaltar der Kirche. Nach der Reformation wurde er durch einen Sockel ergänzt (mit Darstellungen der das Jesuskind anbetenden Könige, des Abendmahls und des betenden Jesus vor seiner Verurteilung). Im 17. Jahrhundert wurden als Bekrönung Figuren (Mose, Gekreuzigter, Johannes der Täufer) aufgesetzt. Anfang des 18. Jahrhunderts wurde er mit dem heute im Osten als Altar zu sehenden Triptychon (Auferstehung, Kreuzigung und Himmelfahrt Christi) zugeblendet und erst 1856 wiederentdeckt. Seitdem steht er an der Südseite der Kirche.
Rechts vom Altar befindet sich die Patronatsloge eines Kavelsdorfer Patronatsherren der Kirche aus dem 18. Jahrhundert. Links vom Altar steht ein unvollständiges, mit Aposteldarstellungen bemaltes Beichtgestühl aus dem 17. Jahrhundert.
Die barocke Kanzel mit geschnitzten Darstellungen von Engelsköpfen, des Evangelisten Johannes und des auferstandenen Christus wurde 1744 von Michael Müller aus Stralsund gefertigt.

## Orgel
Die Orgel wurde 1853 vom Stralsunder Orgelbaumeister Friedrich Albert Mehmel gefertigt.

## Geläut
Der Glockenturm enthält eine Glocke aus Bronze von 1911 und eine Stahlglocke von 1961.

## Gemeinde
Die evangelische Kirchgemeinde Eixen gehört seit 2012 zur Propstei Stralsund im Pommerschen Evangelischen Kirchenkreis der Evangelisch-Lutherischen Kirche in Norddeutschland. Vorher gehörte sie zum Kirchenkreis Stralsund der Pommerschen Evangelischen Kirche.